# Veitsbronn

Lage

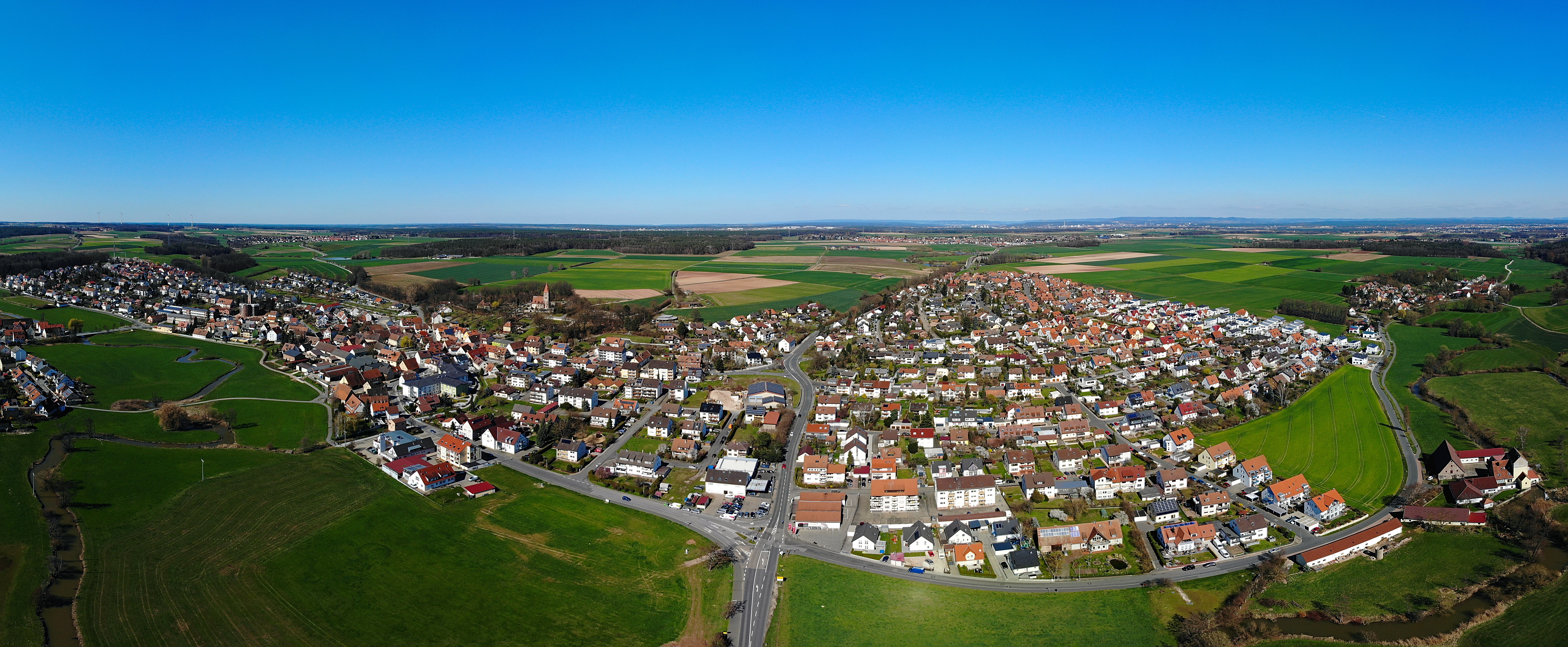
Panoramaluftaufnahme des namensgebenden Pfarrdorfs Veitsbronn

Veitsbronn (fränkisch: „Faidsbrun“) ist eine Gemeinde im Landkreis Fürth (Mittelfranken, Bayern). Der gleichnamige Hauptort ist Sitz der Gemeindeverwaltung und der Verwaltungsgemeinschaft Veitsbronn, dessen Mitglied die Gemeinde ist.

## Geographie
Veitsbronn liegt an der Zenn.

### Nachbargemeinden
Die Nachbargemeinden sind (im Norden beginnend im Uhrzeigersinn):
- Obermichelbach
- Fürth
- Seukendorf
- Cadolzburg
- Langenzenn
- Puschendorf
- Tuchenbach

### Gemeindegliederung
Es gibt sieben Gemeindeteile (in Klammern ist der Siedlungstyp angegeben):
- Bernbach (Dorf)
- Kagenhof (Dorf)
- Kreppendorf (Dorf)
- Raindorf (Dorf)
- Retzelfembach (Dorf)
- Siegelsdorf (Dorf)
- Veitsbronn (Pfarrdorf)

Die Einöden Bach- und Veitsmühle zählen zum Gemeindeteil Veitsbronn.
Es gibt auf dem Gemeindegebiet die Gemarkungen Horbach (Gemarkungsteil 2), Tuchenbach (Gemarkungsteil 1) und Veitsbronn.  Die Gemarkung Veitsbronn hat eine Fläche von 10,189 km². Sie ist in 3080 Flurstücke aufgeteilt, die eine durchschnittliche Fläche von 3308,00 m² haben. In ihr liegen neben dem namensgebenden Ort die Gemeindeteile Bernbach, Kagenhof, Kreppendorf und Siegelsdorf.

## Geschichte
Der Ort wurde ca. 1350 als „Prunn“ erstmals urkundlich erwähnt, wenig später „Vites prunne“ zur besseren Unterscheidung von Orten gleichen Namens (Brunn (Emskirchen), Brunn (Nürnberg)). Das Bestimmungswort des Ortsnamens ist der Heilige Veit, der zugleich Patron der Dorfkirche war. Das Grundwort ist das mittelhochdeutsche Wort „brunne“ (= Brunnen, Quelle), womit wohl ein linker Nebenfluss der Zenn gemeint war.
Gegen Ende des 18. Jahrhunderts bestand Veitsbronn aus 25 Anwesen (5 Höfe, 14 Güter, 4 Häuser, 2 Mühlen). Das Hochgericht und die Dorf- und Gemeindeherrschaft übte das brandenburg-ansbachische Stadtvogteiamt Langenzenn aus. Alle Anwesen hatten das brandenburg-ansbachische Kastenamt Cadolzburg als Grundherrn.
Im Jahre 1792 fiel die Markgrafschaft Ansbach – und damit auch Veitsbronn – an Preußen und dann 1806 an das Königreich Bayern. Von 1797 bis 1808 unterstand der Ort dem Justiz- und Kammeramt Cadolzburg.
Im Rahmen des Gemeindeedikts wurde 1808 der Steuerdistrikt Veitsbronn gebildet. Zu der I. Sektion gehörten Bachmühle, Bernbach, Kreppendorf, Siegelsdorf und Veitsmühle, zu der II. Sektion Retzelfembach und Tuchenbach. Im selben Jahr wurde die Ruralgemeinde Veitsbronn gegründet, die deckungsgleich mit der I. Sektion des Steuerdistrikts war. Sie war in Verwaltung und Gerichtsbarkeit dem Landgericht Cadolzburg zugeordnet und in der Finanzverwaltung dem Rentamt Cadolzburg. Ab 1862 gehörte Veitsbronn zum Bezirksamt Fürth (1939 in Landkreis Fürth umbenannt) und zum Landgericht Fürth (ab 1876 Stadt- und Landgericht Fürth, 1879 in das Amtsgericht Fürth umgewandelt). Die Finanzverwaltung wurde 1870 vom Rentamt Fürth übernommen (1919 in Finanzamt Fürth umbenannt). Die Gemeinde hatte 1964 eine Gebietsfläche von 10,190 km².

### Eingemeindungen
Im April 1953 wurde Kagenhof von der Gemeinde Horbach nach Veitsbronn umgegliedert. Bei der Auflösung der Gemeinde Horbach am 1. Mai 1978 kam Raindorf zu Veitsbronn (der Rest zu Langenzenn). Am 1. Januar 1980 wurde der Retzelfembach von der Gemeinde Tuchenbach eingegliedert.

### Einwohnerentwicklung
Gemeinde Veitsbronn
| Jahr      | 1818   | 1840   | 1852   | 1861   | 1867   | 1871   | 1875   | 1880   | 1885   | 1890   | 1895   | 1900   | 1905   | 1910   | 1919   | 1925   | 1933   | 1939   | 1946   | 1950   | 1961   | 1970   | 1987   | 2007   | 2011   | 2016   |
| Einwohner | 405    | 409    | 452    | 471    | 490    | 521    | 497    | 539    | 528    | 567    | 605    | 674    | 679    | 747    | 742    | 759    | 865    | 1246   | 1957   | 2202   | 3308   | 4334   | 5461   | 6261   | 6215   | 6602   |
| Häuser    | 67     | 72     |        |        |        | 74     |        |        | 84     | 92     |        | 92     |        |        |        | 104    |        |        |        | 204    | 443    |        | 1148   |        |        | 1720   |
| Quelle    | [ 17 ] | [ 18 ] | [ 19 ] | [ 20 ] | [ 21 ] | [ 22 ] | [ 23 ] | [ 24 ] | [ 25 ] | [ 26 ] | [ 19 ] | [ 27 ] | [ 19 ] | [ 28 ] | [ 19 ] | [ 29 ] | [ 19 ] | [ 19 ] | [ 19 ] | [ 30 ] | [ 13 ] | [ 31 ] | [ 32 ] | [ 33 ] | [ 33 ] | [ 33 ] |

Ort Veitsbronn mit Bach- und Veitsmühle
| Jahr      | 001818 | 001840 | 001861 | 001871 | 001885 | 001900 | 001925 | 001950 | 001961 | 001970 | 001987 | 002022 |
| Einwohner | 236    | 240    | 284    | 297    | 294    | 306    | 357    | 728    | 948    | 1674   | 2388   | 3504   |
| Häuser    | 40     | 43     |        |        | 48     | 51     | 53     | 71     | 143    |        | 486    |        |
| Quelle    | [ 17 ] | [ 18 ] | [ 20 ] | [ 22 ] | [ 25 ] | [ 27 ] | [ 29 ] | [ 30 ] | [ 13 ] | [ 31 ] | [ 32 ] | [ 34 ] |

## Politik

### Gemeinderat
Der Gemeinderat hat 20 Mitglieder ohne den Ersten Bürgermeister:
|      | CSU | SPD | WBH * | FW | Gesamt   |
| 2002 | 8   | 7   | 3     | 2  | 20 Sitze |
| 2008 | 8   | 9   | 2     | 1  | 20 Sitze |
| 2014 | 9   | 7   | 4     | –  | 20 Sitze |
| 2020 | 9   | 6   | 5     | –  | 20 Sitze |

### Bürgermeister
Marco Kistner (CSU), der hauptamtliche Erste Bürgermeister, wurde am 15. März 2020 gegen die SPD zu einer weiteren Amtszeit wiedergewählt.

### Wappen und Flagge
Wappen
| Wappen der Gemeinde Veitsbronn | Blasonierung: „In Silber die linksgewendete, rot gekleidete Figur des heiligen Veit mit goldenem Buch und schwarzem Hahn; der Figur ist ein blauer Wellenbalken unterlegt.“ |
| Wappen der Gemeinde Veitsbronn | Wappenbegründung: Das Wappen steht redend für den Ortsnamen. Der Wellenbalken versinnbildlicht den Ortsnamenbestandteil bronn, der Quellwasser oder Brunnen bedeutet. Die Figur des heiligen Veit spricht ebenfalls für den Ortsnamen und weist zugleich auf das Kirchenpatrozinium hin. Der Legende nach heilte der Heilige an einer Quelle, die heute noch Wasser führt, Augenleiden. Die Gemeinde führt seit 1971 ein Wappen. |

Flagge
Die Gemeindeflagge ist rot-weiß-blau.

### Partnergemeinden
Gemeindepartnerschaften bestehen mit
- Deutschland: Leukersdorf, einem Ortsteil von Jahnsdorf im Erzgebirge und
- Italien: Sovicille in der Provinz Siena.[40]

## Kultur und Sehenswürdigkeiten

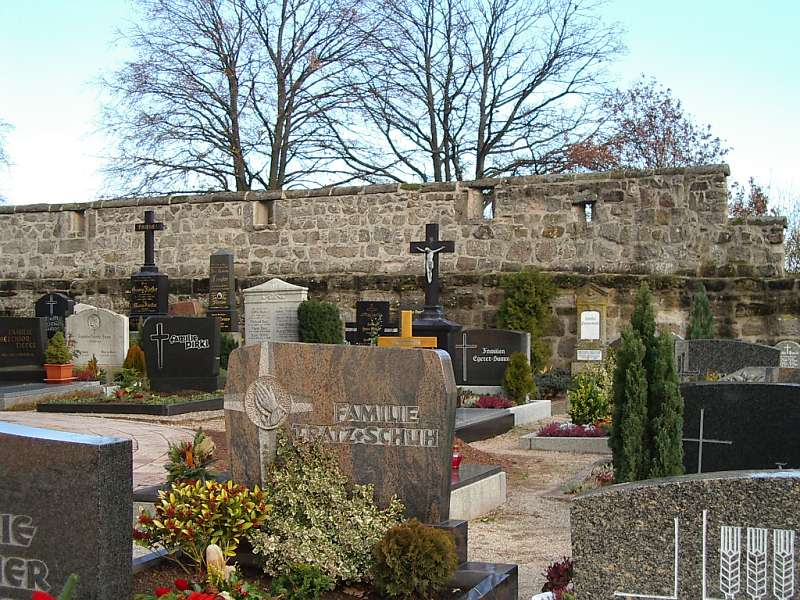
Wehrkirchhof, Ostmauer mit Schießscharten und Wehrgang

### Baudenkmäler
- St. Veit (Veitsbronn): In die südliche Seite der Ummauerung des ehemaligen Wehrkirchhofes ist ein Durchgang als Kriegerdenkmal für die Toten des Ersten Weltkriegs eingearbeitet. Die restaurierte Wehrmauer ist im Osten und Norden bis zur Mauerkrone erhalten; die hochgelegenen Schießscharten und der innen umlaufende Wehrgang lassen die ursprüngliche Anlage erahnen. Die Kirche mit östlichem Chorturm liegt in der Mitte des Kirchhofs.

## Wirtschaft und Infrastruktur

### Verkehr
Die Kreisstraße FÜ 20 verläuft am Kagenhof vorbei nach Raindorf (2,7 km westlich) bzw. nach Obermichelbach (2,5 km nordöstlich). Die FÜ 8 verläuft nach Tuchenbach (2,6 km nordwestlich) bzw. nach Seukendorf zu einer Anschlussstelle der Bundesstraße 8 (3 km südlich). Die FÜ 7/FÜs 2 verläuft über Bernbach nach Burgfarrnbach (3,8 km südöstlich) bzw. nach Puschendorf (3,7 km nordwestlich). Gemeindeverbindungsstraßen führen nach Retzelfembach (1,8 km westlich) und nach Kreppendorf (0,9 km östlich).
Im Gemeindeteil Siegelsdorf befindet sich der Bahnhof. Der Bahnhof liegt an der Bahnstrecke Fürth–Würzburg, hier zweigt seit 1872 die Zenngrundbahn in Richtung Markt Erlbach ab.
Durch den Ort verlaufen die Rangau-Linie des Main-Donau-Wegs, die Magnificat-Route des Fränkischen Marienwegs und der Fernwanderweg Ansbacher Weg.

### Medien
Die lokale Berichterstattung erfolgt in den Fürther Nachrichten, ein Kopfblatt der Nürnberger Nachrichten, sowie in der Nürnberger Zeitung.

## Ehrenbürger
Zum Ehrenbürger Veitsbronns wurden ernannt:
- Altbürgermeister Friedrich Trautnitz († 5. März 1985)[41]
- Andreas Mederer († 22. Juli 2014) am 28. April 2002[41]
- Altbürgermeister Wilhelm Schrott († 21. September 2001) am 9. August 1998[41]
- Altbürgermeister Adolf Meyer († 5. Dezember 2020) am 27. April 2008[41][42]